# موسی کوناته (بازیکن فوتبال)
موسی کوناته (فرانسوی: Moussa Konaté‎؛ زادهٔ ۳ آوریل ۱۹۹۳) بازیکن فوتبال در پست مهاجم اهل سنگال است.

## باشگاهی
از باشگاه‌هایی که در آن بازی کرده‌است می‌توان به باشگاه فوتبال کراسنودار، باشگاه فوتبال جنوا، باشگاه فوتبال مکابی تل‌آویو و باشگاه فوتبال سیون اشاره کرد.

## تیم ملی
او همچنین در تیم‌های ملی فوتبال تیم ملی فوتبال سنگال بازی کرده‌است.